# Danh sách quốc gia Châu Âu theo chiều dài đường bờ biển
Danh sách các quốc gia châu Âu theo chiều dài đường bờ biển là danh sách được cập nhật từ CIA Factbook có sự điều chỉnh một số dữ liệu cho phù hợp với thức tế hơn.
| STT | Quốc gia và Vùng lãnh thổ               | Chiều dài đường bờ biển (Km) |
| --- | --------------------------------------- | ---------------------------- |
| 1   | Đức                                     | 2.389                        |
| 2   | Pháp                                    | 4.853                        |
| 3   | Liên hiệp Vương quốc Anh và Bắc Ireland | 13.429                       |
| 4   | Italy                                   | 7.600                        |
| 5   | Tây Ban Nha                             | 4.964                        |
| 6   | Hà Lan                                  | 451                          |
| 7   | Bỉ                                      | 66,5                         |
| 8   | Ba Lan                                  | 440                          |
| 9   | Đan Mạch                                | 7.314                        |
| 10  | Phần Lan                                | 1.250                        |
| 11  | Na Uy                                   | 25.148                       |
| 12  | Thụy Điển                               | 3.218                        |
| 13  | Hy Lạp                                  | 13.676                       |
| 14  | Ireland                                 | 1.448                        |
| 15  | Iceland                                 | 4.970                        |
| 16  | Bồ Đào Nha                              | 1.793                        |
| 17  | Nga                                     | 37.653                       |
| 18  | Monaco                                  | 4.1                          |
| 19  | Luxembourg                              | 0.0                          |
| 20  | Liechtenstein                           | 0.0                          |
| 21  | San Marino                              | 0.0                          |
| 22  | Andorra                                 | 0.0                          |
| 23  | Belarus                                 | 0.0                          |
| 24  | Ukraine                                 | 2.782                        |
| 25  | Romania                                 | 225                          |
| 26  | Bulgaria                                | 354                          |
| 27  | Hungary                                 | 0.0                          |
| 28  | Croatia                                 | 6.268                        |
| 29  | Moldova                                 | 0.0                          |
| 30  | Cộng hòa Séc                            | 0.0                          |
| 31  | Slovakia                                | 0.0                          |
| 32  | Slovenia                                | 47                           |
| 33  | Bosnia và Herzegovina                   | 20                           |
| 34  | Cộng hòa Macedonia                      | 0.0                          |
| 35  | Montenegro                              | 293                          |
| 36  | Malta                                   | 253                          |
| 37  | Albania                                 | 362                          |
| 38  | Áo                                      | 0.0                          |
| 39  | Thụy Sĩ                                 | 0.0                          |
| 40  | Quần đảo Faroe                          | 1.117                        |
| 41  | Jersey                                  | 70                           |
| 42  | Estonia                                 | 3.794                        |
| 43  | Latvia                                  | 498                          |
| 44  | Lithuania                               | 90                           |
| 45  | Serbia                                  | 0.0                          |
| 46  | Svalbard and Jan Mayen                  | 3.771                        |
| 47  | Gibraltar                               | 12                           |
| 48  | Kosovo                                  | 0.0                          |
| 49  | Transnistria                            | 0.0                          |
| 50  | Vatican                                 | 0.0                          |
| 51  | Guernsey                                | 30                           |